# هيلج كروغ
هيلج كروغ (بالنرويجية البوكمول: Helge Krog)‏ هو كاتب وصحفي ومترجم نرويجي، ولد في 9 فبراير 1889 في كريستيانية في النرويج، وتوفي بنفس المكان في 30 يوليو 1962.

## وصلات خارجية
- هيلج كروغ على موقع IMDb (الإنجليزية)
- هيلج كروغ على موقع الموسوعة البريطانية (الإنجليزية)